# Гірське озеро (Поляницьке)
Гірське́ о́зеро (інша назва — Мертве озеро) — гірське озеро в Українських Карпатах (масив Сколівські Бескиди). Розташоване в межах Болехівської міської ради  Івано-Франківської області, на захід від села Поляниця і на північний захід від села Буковець. 
Озеро видовженої форми, завдовжки бл. 70 м. Утворилось на одній з лівих приток струмка Озгра, на висоті 780 м над р. м. Вода в озері прозора, але через велику насиченість сірководнем у ньому відсутні вищі живі організми, через що озеро має іншу назву — Мертве озеро; вздовж берега багато заболочених ділянок. Цим озеро дуже нагадує Журавлине Озеро, що за 5 км на захід від нього. 
Озеро розташоване серед лісового масиву, на території Поляницького регіонального ландшафтного парку. Раніше мало окремий природоохоронний статус — Гірське озеро (гідрологічна пам'ятка природи). 
Гірське озеро — маловідомий об'єкт туризму. 